# Giuseppe Vallone
Giuseppe Vallone (Santo Stefano Quisquina, 4 ottobre 1946) è un politico italiano.

## Biografia
Nato in Sicilia, si è spostato in giovane età in Piemonte. Impegnato politicamente con il PCI, dal 1985 è consigliere comunale e assessore a Borgaro Torinese, di cui poi dal 1990 al 2004 è sindaco. Dopo la svolta della Bolognina aderisce al Partito Democratico della Sinistra e poi ai Democratici di Sinistra.
In seguito passa alla Margherita e alle elezioni politiche del 2001 viene eletto al Senato della Repubblica con L'Ulivo nel collegio uninominale di Chivasso, restando in carica fino al 2006.
Nel 2009 si ricandida a sindaco di Borgaro Torinese alla guida di una lista civica sostenuta dal Popolo delle Libertà, non vince ma ricopre il ruolo di consigliere comunale fino al 2011.
Nel 2017 aderisce al Partito Democratico.